# 비양고
비양고(費揚古)는 청나라 강희제 때의 관료이자 외척이다. 직위는 내대신 겸 승은공이다. 
강희제 연간의 무관이자 다라액부이다. 오라나랍 박호찰의 아들이며 옹정제의 적후인 효경헌황후 오라나랍씨 및 오라나랍 성휘, 오라나랍 부창, 오라나랍 부존, 오라나랍 오격의 아버지이다. 누르하치의 고손녀이자 이혁고산패자 목이호의 4녀인 다라격격과 혼인하였다. 순치제의 효헌단경황후 동악씨의 계모가 처형이다. 입궐하여 강희제의 총애를 받던 딸 오라나랍씨가 강희 30년 당시 패륵이던 4황자 윤진의 적복진으로 책봉되었다.

## 기타
동명이인으로 순치제의 효헌단경황후 동악씨의 남동생인 동악 비양고가 있다. 강희 연간에 갈단 정복에 공을 세웠으며 영시위내대신, 무원대장군, 일등백 등의 작위를 겸한 사람은 오라나랍 비양고가 아닌 동악 비양고이다. 이 동악 비양고는 내대신 겸 삼등백 동악석의 아들로, 효현단경황후 동악씨의 6살 어린 남동생이다. 동악 비양고와 오라나랍 비양고를 동일인으로 보게 되면, 효경헌황후가 효헌단경황후의 질녀임과 동시에 비양고의 처형이 그 자신의 계모가 되므로 이는 타당하지 않다. 